# 天明幸子
天明 幸子（てんみょう さちこ）は、日本のイラストレーター。東京イラストレーターズ・ソサエティ（TIS）会員。

## 主な仕事

### 著書
- Rin and Kanna（メディアファクトリー）2000年
- Yo-yo and Less（メディアファクトリー）2000年
- しやわせかもしれない（主婦の友社）2004年
- いまの地球 ぼくらの未来（著：枝廣淳子）（PHP研究所）2004年
- みんなであそぶひ（教育画劇）2010年
- おててを ぽん（著：ささがわ いさむ）（学研プラス）2017年

### 表紙イラスト
- こどもと遊ぼう（ぴあ）2003年〜
- 好き嫌いをなくす幼児食（女子栄養大学出版部）
- シアーズ博士夫婦のベビーブック（主婦の友社）
- Mammaともさか（インデックス・コミュニケーションズ）
- ゲームばっかりしてなさい。（エンターブレイン）
- シアーズ博士夫妻のベビースリープブック（イースト・プレス）
- 野球少年の食事バイブル（女子栄養大学出版部）
- 妊娠力を上げる漢方的生活（オレンジページ）
- 新版「大全科」シリーズ（主婦の友社）

### 広告・キャラクター
- ファーストリテイリング「SKIP」2002年〜2004年
- 藤和不動産「フォートンの国」2004年〜2006年
- グラクソ・スミスクライン「三姉妹シリーズ」2005年〜
- 京王電鉄「子育てファミリー」2006年〜
- グアム政府観光局「ココバード」2010年

### イラスト連載
- ほぼ日刊イトイ新聞「しやわせかもしれない」2001年〜2004年